# Llewellyn Atherley-Jones
Pour les articles homonymes, voir Atherley et Jones.
Llewellyn Archer Atherley-Jones (1851 - 15 juin 1929) est un homme politique et un avocat libéral britannique radical qui devient finalement juge.

## Jeunesse
Atherley-Jones est le fils d'Ernest Jones, un éminent leader chartiste qui est également avocat (qui a adopté un nom de famille avec trait d'union pour inclure le nom de jeune fille de sa mère) et de Jane Barfield de Cumberland. Il fait ses études à la Manchester Grammar School, puis au Brasenose College, à Oxford. Il épouse, en 1876, Elizabeth Fanny Lambert, de Durham. Ils ont un fils. Elle est décédée en 1927.
Il étudie pour le Barreau de l'Inner Temple et est admis au Barreau en 1875 et rejoint le Circuit du Nord-Est où il est initialement impliqué dans le travail de défense pénale. Il est embauché comme avocat pour l'Union nationale des mineurs et représente les mineurs lors d'une enquête sur un accident minier (une explosion souterraine) à Seaham, dans le comté de Durham en 1880. Il est nommé Recorder de Newcastle en 1905. Il est juge de paix dans le Berkshire.

## Politique
Partageant la vision politique radicale de son père, Atherley-Jones devient Secrétaire du comité de Westminster qui soutient William Ewart Gladstone sur la question des atrocités bulgares. Il est engagé à la gauche du Parti libéral, bien qu'en 1881, il refuse une invitation à se présenter dans une élection partielle à Leeds contre Herbert Gladstone, fils du chef libéral. Il est choisi comme candidat pour Ealing en 1884, mais à l'approche des élections, il a une bien meilleure offre de North West Durham qui est une région avec un grand nombre de mineurs et où une victoire libérale est beaucoup plus probable. Il est dûment sélectionné au début d'août 1885 et remporte le siège avec 62% des voix aux élections générales de novembre. Cependant, sa plus grande contribution au Parti libéral est peut-être sa description du nouveau libéralisme, encourageant le Parti à embrasser la politique de l'appel de masse de la classe ouvrière, plutôt que d'être distrait par des préoccupations périphériques. Lors de sa huitième et dernière élection générale, en décembre 1910, il est confortablement réélu.
En 1913, il démissionne de son siège car il est nommé juge à la City of London Court. À partir de 1913, il consacre le reste de sa carrière à la magistrature. En tant que juge à Old Bailey dans les années 1920, il acquiert la réputation de traiter avec sympathie les hommes accusés d'infractions homosexuelles consensuelles.

## Publications
- Manuel des mineurs, 1882
- The Miners 'Handbook to the Coal Mines Regulation Act, 1887
- articles dans The Nineteenth Century, Edinburgh Review et autres revues sur des questions sociales et politiques
- La chute de Lord Paddockslea et d'autres romans publiés de manière anonyme
- Commerce en temps de guerre: un traité de droit international
- Le droit des enfants et des adolescents
- Regard en arrière, 1925
- un correspondant fréquent du Times